# Asterostomula puyana
Asterostomula puyana är en svampart som beskrevs av Petr. 1950. Asterostomula puyana ingår i släktet Asterostomula, divisionen sporsäcksvampar och riket svampar.   Inga underarter finns listade i Catalogue of Life.